# Вулиця Суур-Амеерика
Вулиця Суур-Амееріка (ест. Suur-Ameerika tänav — Велика Американська вулиця) — вулиця в Таллінні, столиці Естонії .

## Географія
Проходить у мікрорайонах Уус-Мааїльм, Тинісмяе та Кассісаба міського району Кесклінн . Починається від Пярнуського шосе, перетинається з вулицями Тоом-Кунінга, Койду та Ендла і закінчується на перехресті з вулицею Луйзе .
Протяжність — 0,877 км .

## Історія
Вулиця отримала назву Велика Американська в 1877 році завядки заїжджому двору — корчмі з назвою «America» (німецьке написання назви вулиці — нім. Große Amerikastraße). У писемних джерелах також зустрічалася назва Американська вулиця — ест. Ameerika tänav . З 27 червня 1950 року по 17 жовтня 1991 року вона називалася вулиця Комсомолі (ест. Komsomoli tänav — Комсомольська). Колишня назва вулиці була повернута 18 жовтня 1991 року .
Влітку 2015 року вулиця Суур-Амеерика стала першою вулицею Таллінна, на якій було встановлено світлофор з можливістю керування ним за допомогою пульта дистанційного керування (зупиняти рух). Такі пульти використовувалися тільки в машинах швидкої допомоги . Світлофор розташований на перехресті вулиць Суур-Амееріка та Тоом-Кунінга .
Громадський транспорт вулицею не курсує.

## Забудова
Вулиця має, головним чином, історичну забудову :

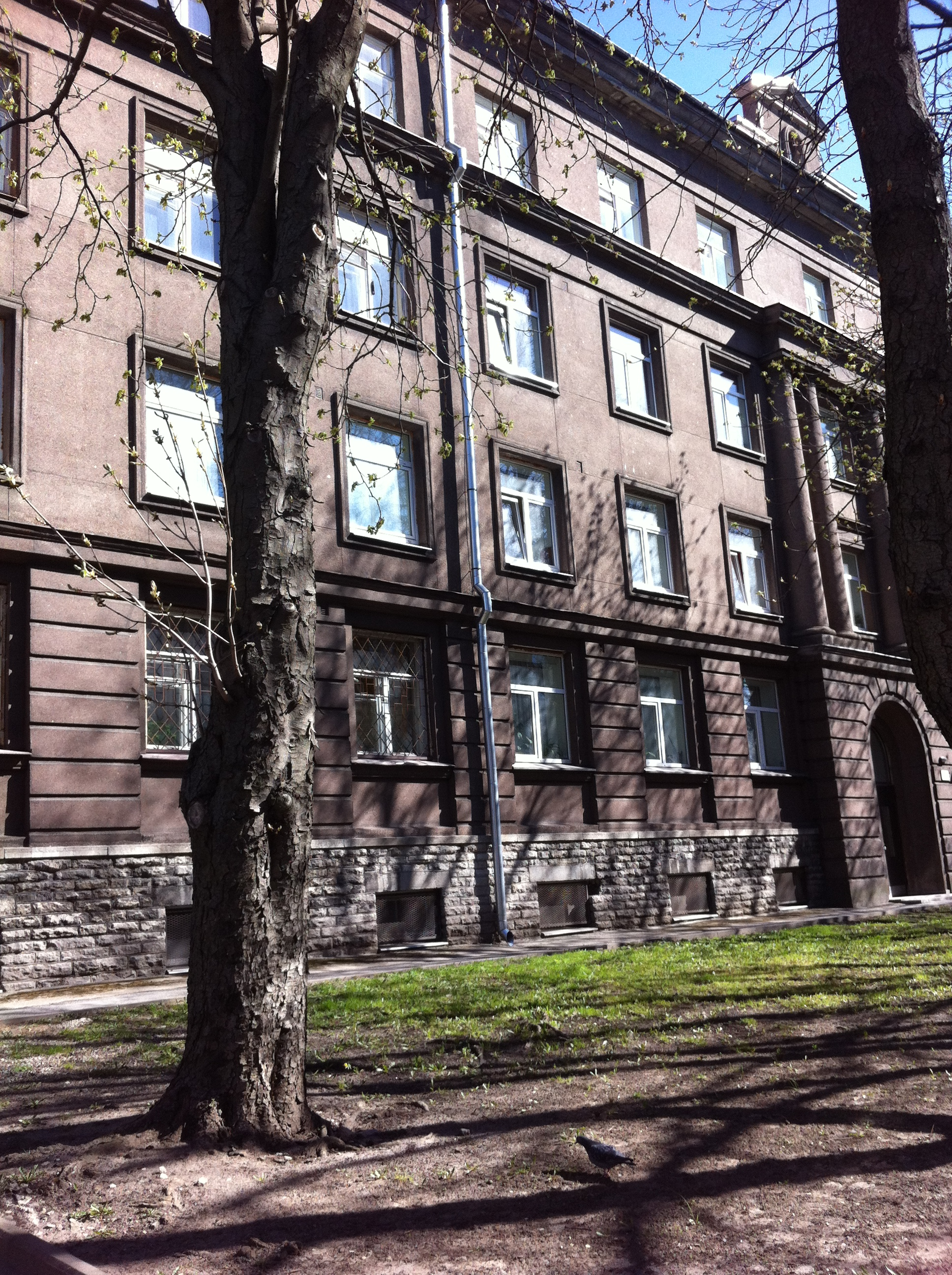
Будинок № 22

- будинок № 1 — 14-поверхова офісна будівля, так зване «супер-міністерство» (в будівлі розташовуються Міністерство фінансів, Міністерство соціальних справ, Міністерство юстиції, Міністерство економіки та комунікацій); будівництво завершено у 2017 році. Раніше тут знаходилася зведена в 1978 році за проєктом естонського архітектора Юло Ільвеса (Ülo Ilves) офісна будівля, в якій за радянських часів розташовувався Держплан Естонської РСР, а після виходу Естонії зі складу СРСР — Міністерство фінансів Естонської Республіки (знесено в 2016). Будівля є будинком з нульовим споживанням енергії[7][8] ;
- будинок № 12 — 7-поверхова офісна будівля з гостьовими квартирами, збудована в 2007 році;
- будинок № 18 — житловий будинок, спроєктований естонським архітектором Гербертом Йохансоном[et] в 1928 році як вілла для естонського політика Адо Андеркоппа . З 2015 року будинок займає опорний центр Талліннської «швидкої допомоги», де розташовані чотири бригади медиків. Раніше будівлю займали інші медичні установи;
- будинок № 18A — 3-поверховий житловий будинок з елементами функціоналізму, спроєктований талінський архітектором Еріхом Якобі та побудований в 1929 році. З 2010-х років у будівлі працюють аптека та сімейна лікарська консультація;
- будинок № 22 — 4-поверховий квартирний будинок у стилі сталінської архітектури, побудований у 1956 році;
- будинки № 27, 29/2, 31 — двоповерхові дерев'яні квартирні будинки 1940 року зведення;
- будинок № 29/1 — 3-поверховий дерев'яний квартирний будинок зведений у 1940 році;
- будинок № 35 — 4-поверховий квартирний будинок у стилі сталінської архітектури, збудований у 1958 році; складає представницький ансамбль з розташованим навпроти будинку № 22;
- будинок № 37 — 4-поверховий квартирний будинок, колишній гуртожиток, збудований у 1961 році.

Поруч із вулицею розташований парк Туві (з ест. — Голубиний).

Вулиця Суур-Амеерика
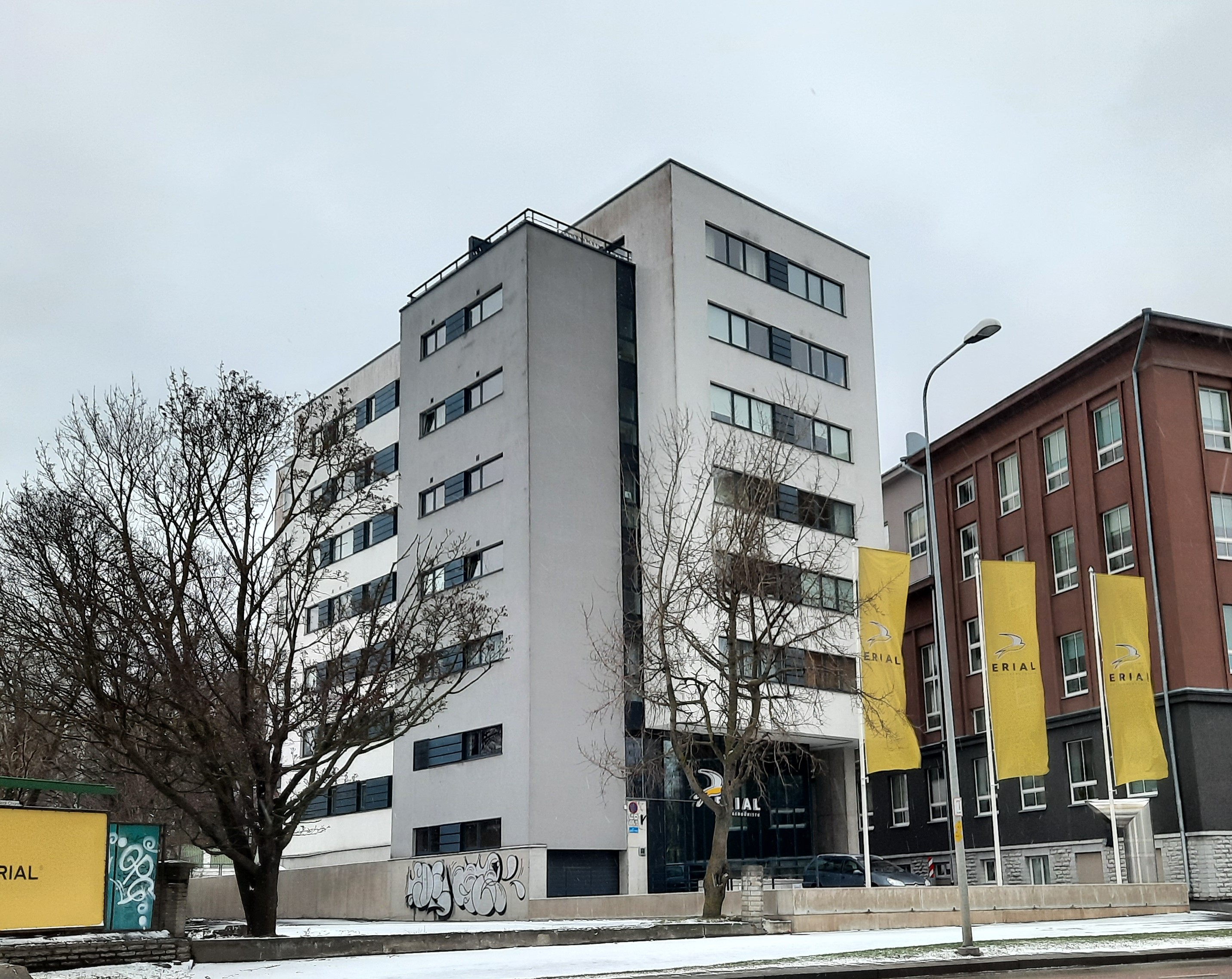
Будинок 12
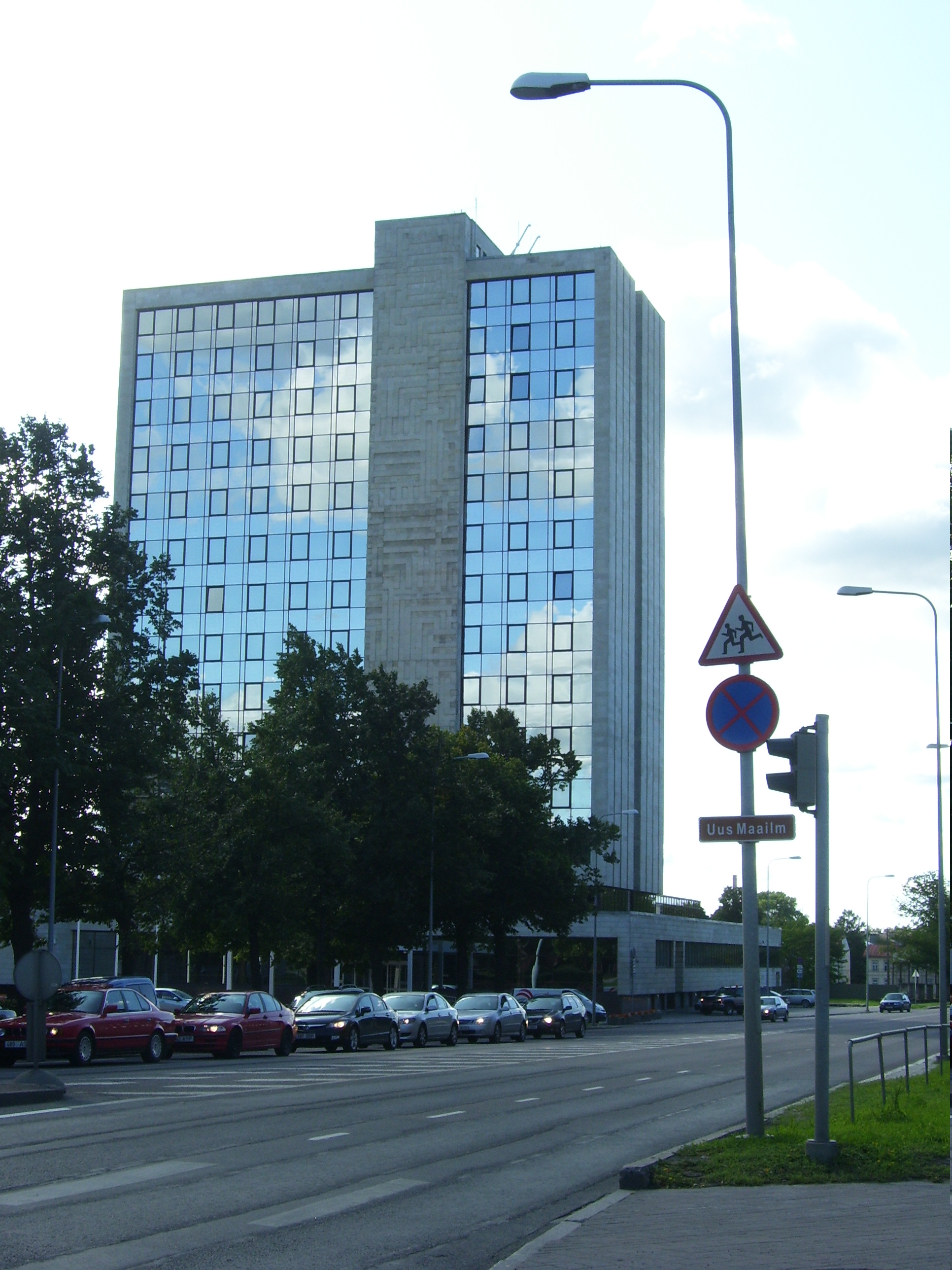
Будівля Міністерства фінансів, 2008 рік
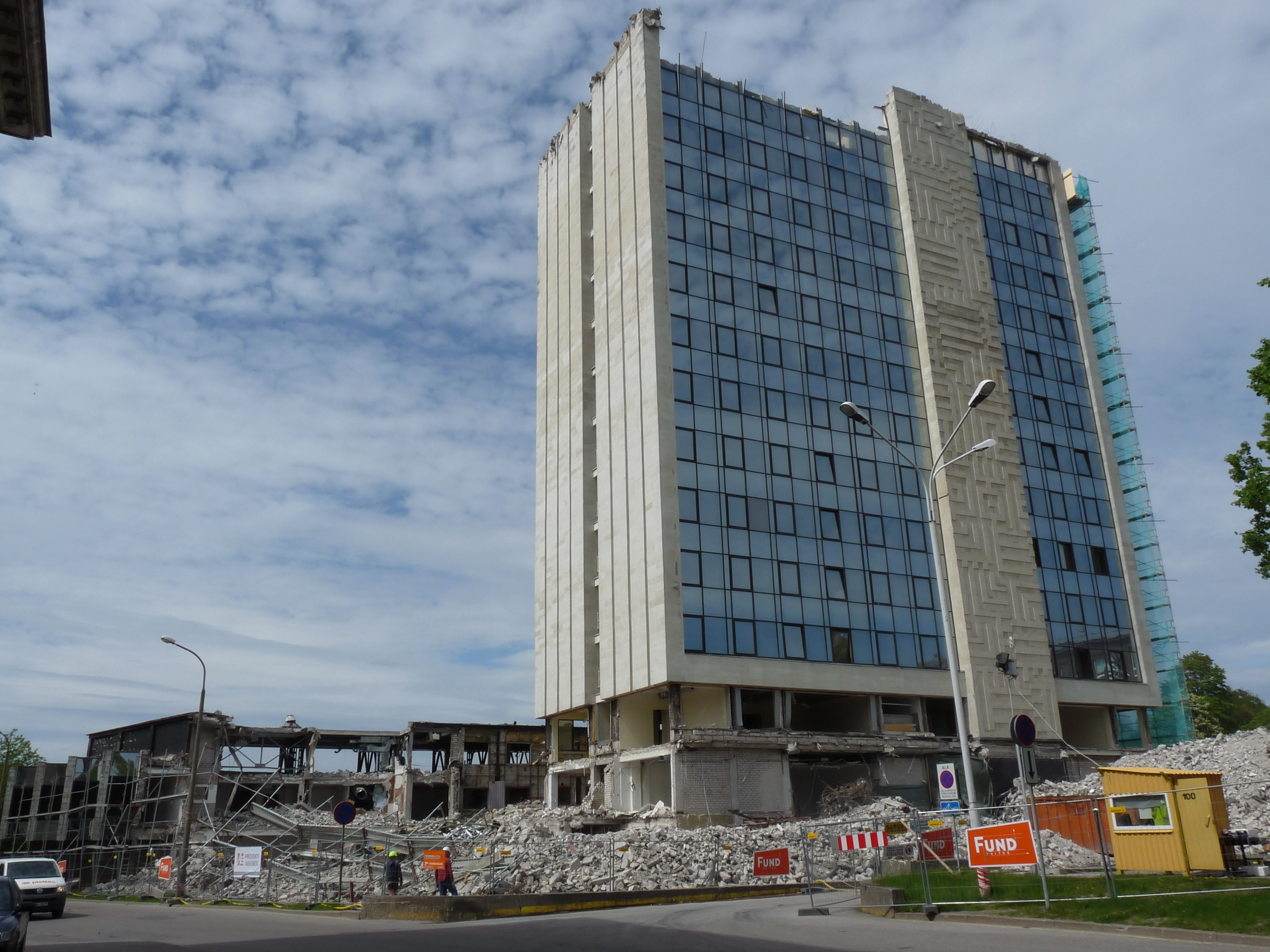
Знесення будівлі Міністерства фінансів, 2015 рік
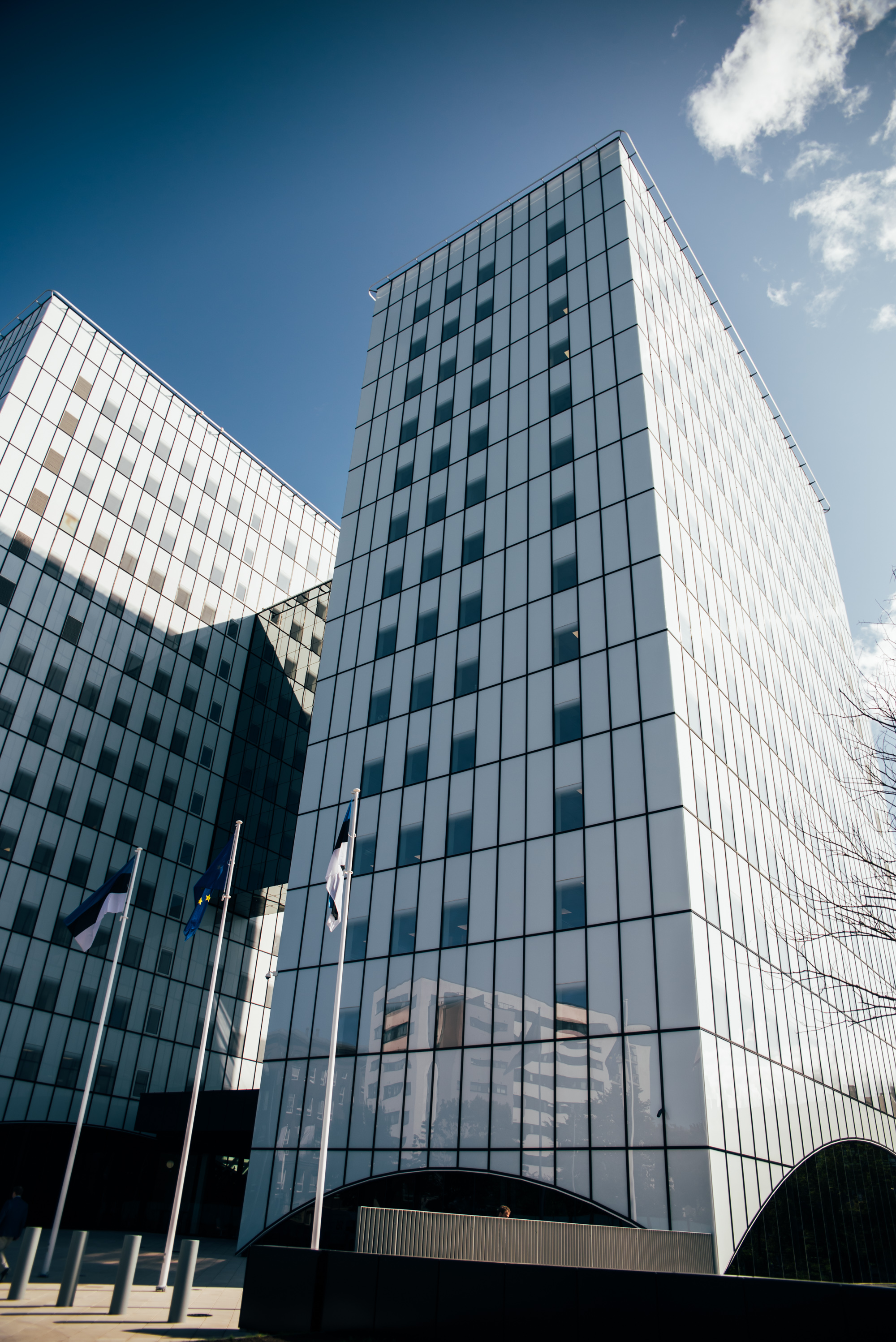
Супер-міністерство, 2017 рік
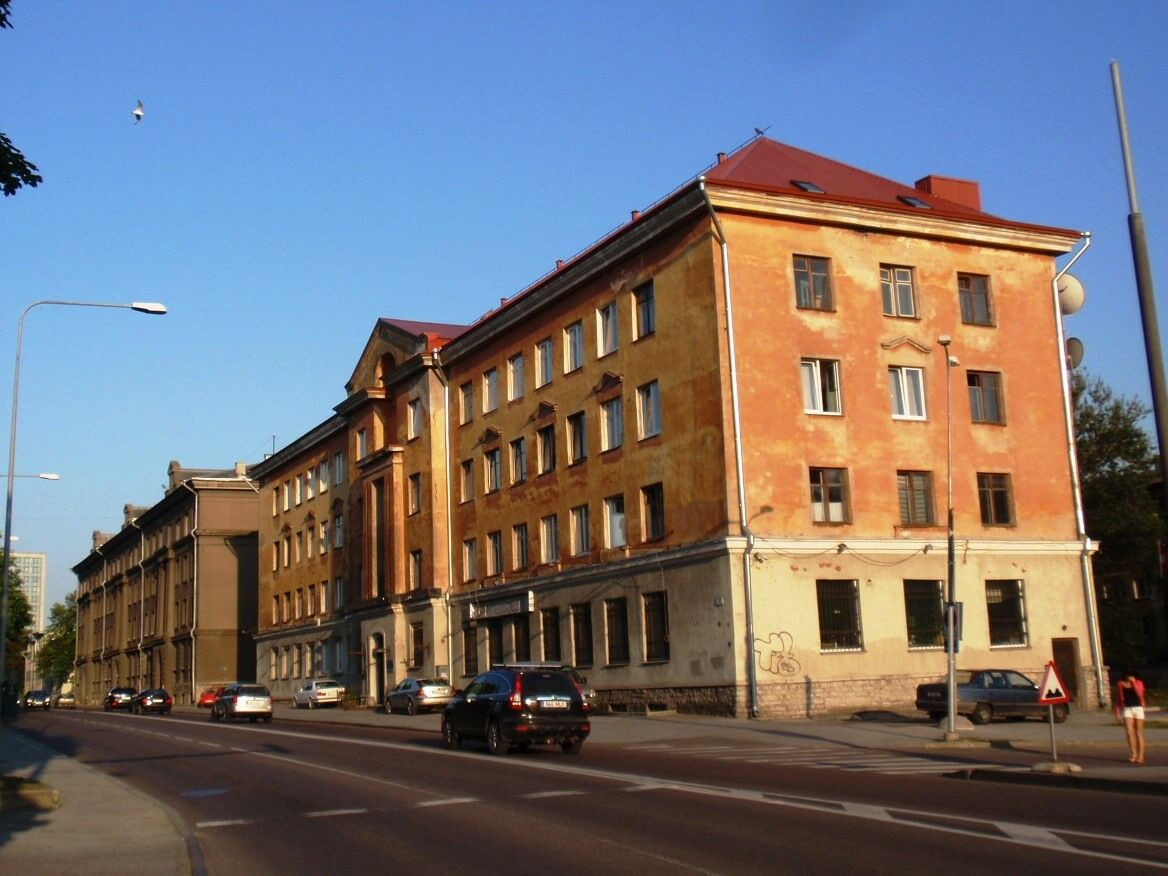
Будинок № 37 у 2010 році